# Aeroportul Palma de Mallorca
Aeroportul Palma de Mallorca (IATA: PMI, ICAO: LEPA) este un aeroport din Palma de Mallorca, Mallorca, Insulele Baleare⁠(d), Spania ce deservește zona Mallorca. Aeroportul a fost tranzitat în 2023 de 31.105.987 de pasageri. A fost deschis în 1960 și numit după Palma de Mallorca.
Situat la o altitudine de 8 m, aeroportul dispune de 2 piste. Este operat de ENAIRE⁠(d).

## Infrastructură

### Piste
Aeroportul dispune de 2 piste. Pista 06L/24R are suprafața de asfalt și dimensiunile 3.270 m × 45 m. Pista 06R/24L are suprafața de asfalt și dimensiunile 3.000 m × 45 m. 